# Sematophyllaceae
Sematophyllaceae là một họ rêu bao gồm 40 chi với chừng 150 loài. Chúng có mặt gần khắp toàn cầu, nhất là những vùng nhiệt đới. Những rêu này thường được gọi là rêu báo hiệu.
Chúng mọc trên đá ở nơi ẩm ướt.
Một số chi:
- Acroporium
- Brotherella
- Donnellia
- Hageniella
- Heterophyllium
- Pylaisiadella
- Sematophyllum
- Taxithelium
- Wijkia